# Seznam dílů seriálu Big Time Rush
Toto je seznam dílů seriálu Big Time Rush. Americký seriál Big Time Rush (známý také jako BTR) je dílem Scotta Fellowse a vypráví dobrodružství čtyř hokejistů z Minnesoty – Kendella, Jamese, Carlose a Logana – kteří vytvořili chlapeckou hudební skupinu. Seriál se vysílá celosvětově na dětské stanici Nickelodeon. V USA se vysílal od 28. listopadu 2009 až do 25. července 2013. V Česku se vysílal od 5. března 2011 do 19. března 2014.

## Přehled řad
| Řada | Díly | Premiéra v USA     | Premiéra v USA     | Premiéra v ČR    | Premiéra v ČR    |
| Řada | Díly | První díl          | Poslední díl       | První díl        | Poslední díl     |
| ---- | ---- | ------------------ | ------------------ | ---------------- | ---------------- |
| 1    | 20   | 28. listopadu 2010 | 20. srpna 2010     | 5. března 2011   | 4. února 2012    |
| 2    | 29   | 25. září 2010      | 28. ledna 2012     | 18. března 2012  | 5. března 2013   |
| Film | Film | 10. března 2012    | 10. března 2012    | 8. června 2013   | 8. června 2013   |
| 3    | 12   | 12. května 2012    | 10. listopadu 2012 | 11. března 2013  | 6. prosince 2013 |
| 4    | 13   | 2. května 2013     | 25. července 2013  | 9. prosince 2013 | 19. března 2014  |

## Seznam dílů

### První řada (2011–2012)
| Č. v seriálu | Č. v řadě | Název                     | Režie                | Scénář                      | Datum premiéry     | Datum české premiéry | Produkční kód |
| ------------ | --------- | ------------------------- | -------------------- | --------------------------- | ------------------ | -------------------- | ------------- |
| 1-2          | 1-2       | Big Time Audition         | Savage Steve Holland | Scott Fellows               | 28. listopadu 2009 | 5. března 2011       | 101-102       |
| 3            | 3         | Big Time School of Rocque | Savage Steve Holland | David Schiff                | 18. ledna 2010     | 6. března 2011       | 104           |
| 4            | 4         | Big Time Crib             | David Kendall        | Scott Fellows               | 22. ledna 2010     | 13. března 2011      | 103           |
| 5            | 5         | Big Time Bad Boy          | Joe Menendez         | Lazar Saric                 | 29. ledna 2010     | 20. března 2011      | 105           |
| 6            | 6         | Big Time Love Song        | Jon Rosenbaum        | Scott Fellows               | 5. února 2010      | 27. března 2011      | 106           |
| 7            | 7         | Big Time Mansion          | Joe Menendez         | Jed Spingarn                | 12. února 2010     | 3. dubna 2011        | 107           |
| 8            | 8         | Big Time Photo Shoot      | Jonathan Judge       | Ron Holsey                  | 26. února 2010     | 11. září 2011        | 108           |
| 9            | 9         | Big Time Break            | Paul Lazarus         | Lazar Saric                 | 5. března 2010     | 18. září 2011        | 109           |
| 10           | 10        | Big Time Demos            | Henry Chan           | Scott Fellows               | 19. března 2010    | 25. září 2011        | 110           |
| 11           | 11        | Big Time Party            | Jon Rosenbaum        | Dave Schiff                 | 2. dubna 2010      | 2. října 2011        | 111           |
| 12           | 12        | Big Time Jobs             | David Kendall        | Ron Holsey                  | 16. dubna 2010     | 13. listopadu 2011   | 113           |
| 13           | 13        | Big Time Blogger          | Savage Steve Holland | Dave Schiff                 | 23. dubna 2010     | 15. ledna 2012       | 116           |
| 14           | 14        | Big Time Terror           | Savage Steve Holland | Scott Fellows               | 8. května 2010     | 16. října 2011       | 114           |
| 15           | 15        | Big Time Dance            | Fred Savage          | Lazar Saric                 | 4. června 2010     | 8. ledna 2012        | 115           |
| 16           | 16        | Big Time Sparks           | Stewart Schill       | Jed Spingarn                | 18. června 2010    | 22. ledna 2012       | 117           |
| 17           | 17        | Big Time Fever            | Jonathan Judge       | Jed Spingarn                | 26. června 2010    | 9. října 2011        | 112           |
| 18           | 18        | Big Time Video            | Jonathan Judge       | Ron Holsey                  | 31. července 2010  | 29. ledna 2012       | 118           |
| 19-20        | 19-20     | Big Time Concert          | Savage Steve Holland | Scott Fellows a Lazar Saric | 20. srpna 2010     | 4. února 2012        | 119-120       |

### Druhá řada (2012–2013)
| Č. v seriálu | Č. v řadě | Název                 | Režie                | Scénář                                                        | Datum premiéry     | Datum české premiéry | Produkční kód |
| ------------ | --------- | --------------------- | -------------------- | ------------------------------------------------------------- | ------------------ | -------------------- | ------------- |
| 21           | 1         | Welcome Back Big Time | Scott Fellows        | Scott Fellows                                                 | 25. září 2010      | 18. března 2012      | 201           |
| 22           | 2         | Big Time Fans         | Jonathan Judge       | Lazar Saric                                                   | 1. října 2010      | 25. března 2012      | 202           |
| 23           | 3         | Big Time Girlfriends  | Stewart Schill       | Jed Spingarn                                                  | 11. října 2010     | 1. dubna 2012        | 203           |
| 24           | 4         | Big Time Live         | Mort Nathan          | Mark Fellows a Keith Wagner                                   | 15. října 2010     | 8. dubna 2012        | 204           |
| 25           | 5         | Big Time Halloween    | Paul Lazarus         | Jessica Gao                                                   | 22. října 2010     | 31. října 2012       | 205           |
| 26           | 6         | Big Time Sneakers     | Jonathan Judge       | Scott Fellows                                                 | 5. listopadu 2010  | 15. dubna 2012       | 206           |
| 27           | 7         | Big Time Pranks       | Savage Steve Holland | Lazar Saric                                                   | 19. listopadu 2010 | 22. dubna 2012       | 207           |
| 28-29        | 8-9       | Big Time Christmas    | Savage Steve Holland | Mark Fellows a Keith Wagner (1. část) Scott Fellows (2. část) | 4. prosince 2010   | není známo           | 209-210       |
| 30           | 10        | Big Time Guru         | Jonathan Judge       | Jed Spingarn                                                  | 8. ledna 2011      | 29. dubna 2012       | 208           |
| 31           | 11        | Big Time Crush        | Carlos Gonzalez      | Lazar Saric                                                   | 5. února 2011      | 22. září 2012        | 212           |
| 32-33        | 12-13     | Big Time Beach Party  | Savage Steve Holland | Jed Spingarn a Jessica Gao                                    | 21. února 2011     | 22. září 2012        | 214-215       |
| 34           | 14        | Big Time Songwriters  | Jonathan Judge       | Jessica Gao                                                   | 5. března 2011     | 22. září 2012        | 211           |
| 35           | 15        | Big Time Reality      | Jonathan Judge       | Mark Fellows a Keith Wagner                                   | 26. března 2011    | 5. listopadu 2012    | 216           |
| 36           | 16        | Big Time Girl Group   | Jon Rosenbaum        | Scott Fellows                                                 | 9. dubna 2011      | 22. září 2012        | 213           |
| 37           | 17        | Green Time Rush       | Savage Steve Holland | Jessica Gao                                                   | 22. dubna 2011     | 10. listopadu 2012   | 219           |
| 38           | 18        | Big Time Moms         | Savage Steve Holland | Scott Fellows                                                 | 7. května 2011     | 6. listopadu 2012    | 217           |
| 39           | 19        | Big Time Prom Kings   | Scott Fellows        | Scott Fellows                                                 | 21. května 2011    | 5. března 2013       | 221           |
| 40           | 20        | Big Time Break-Up     | Stewart Schill       | Lazar Saric                                                   | 25. června 2011    | 8. listopadu 2012    | 218           |
| 41           | 21        | Big Time Single       | Savage Steve Holland | Mark Fellows a Keith Wagner                                   | 23. července 2011  | 16. února 2013       | 225           |
| 42           | 22        | Big Time Wedding      | Stewart Schill       | Jed Spingarn                                                  | 20. srpna 2011     | 12. listopadu 2012   | 220           |
| 43           | 23        | Big Time Rocker       | Carlos Gonzalez      | Jessica Gao                                                   | 24. září 2011      | 16. února 2013       | 223           |
| 44           | 24        | Big Time Strike       | Jonathan Judge       | Lazar Saric                                                   | 10. října 2011     | 16. února 2013       | 224           |
| 45           | 25        | Big Time Contest      | Joe Menendez         | Mark Fellows a Keith Wagner                                   | 15. října 2011     | 16. února 2013       | 222           |
| 46           | 26        | Big Time Superheroes  | Savage Steve Holland | Scott Fellows                                                 | 29. října 2011     | 17. února 2013       | 226           |
| 47           | 27        | Big Time Secret       | Jonathan Judge       | Dan Serafin                                                   | 5. listopadu 2011  | 17. února 2013       | 227           |
| 48           | 28        | Big Time Interview    | Savage Steve Holland | Jessica Gao, Mark Fellows a Keith Wagner                      | 19. listopadu 2011 | 17. února 2013       | 229           |
| 49           | 29        | Big Time Move         | Savage Steve Holland | Lazar Saric                                                   | 28. ledna 2012     | 17. února 2013       | 228           |

### Film
| Název          | Režie                | Scénář        | Datum premiéry  | Datum české premiéry |
| -------------- | -------------------- | ------------- | --------------- | -------------------- |
| Big Time Movie | Savage Steve Holland | Scott Fellows | 10. března 2012 | 8. června 2013       |

### Třetí řada (2013)
| Č. v seriálu | Č. v řadě | Název                | Režie           | Scénář                      | Datum premiéry     | Datum české premiéry | Produkční kód |
| ------------ | --------- | -------------------- | --------------- | --------------------------- | ------------------ | -------------------- | ------------- |
| 50           | 1         | Backstage Rush       | Stewart Schill  | Scott Fellows               | 12. května 2012    | 11. března 2013      | 301           |
| 51           | 2         | Big Time Returns     | Scott Fellows   | Scott Fellows               | 25. června 2012    | 12. března 2013      | 302           |
| 52           | 3         | Bel Air Rush         | David Kendall   | Mark Fellows a Keith Wagner | 2. července 2012   | 13. března 2013      | 303           |
| 53           | 4         | Big Time Double Date | Joe Menendez    | Jed Spingarn                | 9. července 2012   | 14. března 2013      | 304           |
| 54           | 5         | Big Time Merchandise | Carlos Gonzalez | Jed Spingarn                | 16. července 2012  | 15. března 2013      | 305           |
| 55           | 6         | Big Time Surprise    | Julian Petrillo | Scott Fellows               | 22. září 2012      | 16. března 2013      | 306           |
| 56           | 7         | Big Time Decision    | Jonathan Judge  | Lazar Saric a Jed Spingarn  | 29. září 2012      | 17. března 2013      | 307           |
| 57           | 8         | Big Time Babysitting | Jonathan Judge  | Dan Serafin                 | 13. října 2012     | 2. prosince 2013     | 308           |
| 58           | 9         | Big Time Gold        | Nisha Ganatra   | Mark Fellows a Keith Wagner | 20. října 2012     | 5. prosince 2013     | 311           |
| 59           | 10        | Big Time Camping     | David Kendall   | Lazar Saric                 | 27. října 2012     | 3. prosince 2013     | 309           |
| 60           | 11        | Big Time Rescue      | Joe Menendez    | Lazar Saric                 | 3. listopadu 2012  | 4. prosince 2013     | 310           |
| 61           | 12        | Big Time Bloopers    | Scott Fellows   | Dan Serafin                 | 10. listopadu 2012 | 6. prosince 2013     | 312           |

### Čtvrtá řada (2013–2014)
| Č. v seriálu | Č. v řadě | Název              | Režie                | Scénář                      | Datum premiéry    | Datum české premiéry                                | Produkční kód |
| ------------ | --------- | ------------------ | -------------------- | --------------------------- | ----------------- | --------------------------------------------------- | ------------- |
| 62           | 1         | Big Time Invasion  | Savage Steve Holland | Scott Fellows               | 2. května 2013    | 9. prosince 2013                                    | 401           |
| 63           | 2         | Big Time Scandal   | Savage Steve Holland | Lazar Saric                 | 9. května 2013    | 10. prosince 2013                                   | 402           |
| 64           | 3         | Big Time Lies      | Jonathan Judge       | Dan Serafin                 | 16. května 2013   | 11. prosince 2013                                   | 403           |
| 65           | 4         | Big Time Bonus     | Stewart Schill       | Mark Fellows a Keith Wagner | 23. května 2013   | 12. prosince 2013                                   | 404           |
| 66           | 5         | Big Time Cameo     | Savage Steve Holland | Jed Spingarn                | 30. května 2013   | 13. prosince 2013                                   | 405           |
| 67           | 6         | Big Time Tour Bus  | Carlos Pena mladší   | Scott Fellows               | 6. června 2013    | 17. března 2014                                     | 411           |
| 68           | 7         | Big Time Pranks II | Jonathan Judge       | Lazar Saric                 | 13. června 2013   | 10. března 2014                                     | 406           |
| 69           | 8         | Big Time Rides     | Savage Steve Holland | Keith Wagner                | 20. června 2013   | 11. března 2014                                     | 407           |
| 70           | 9         | Big Time Tests     | Savage Steve Holland | Mark Fellows                | 27. června 2013   | 12. března 2014                                     | 408           |
| 71           | 10        | Big Time Cartoon   | Jonathan Judge       | Scott Fellows               | 11. července 2013 | 13. března 2014                                     | 409           |
| 72           | 11        | Big Time Break Out | Jonathan Judge       | Nate Knetchel               | 18. července 2013 | 14. března 2014                                     | 410           |
| 73-74        | 12-13     | Big Time Dreams    | Savage Steve Holland | Scott Fellows a Lazar Saric | 25. července 2013 | 18. března 2014 (1. část) 19. března 2014 (2. část) | 995-60        |